# Mennonietenkerk (Hamburg-Altona)
De Mennonietenkerk (Duits: Mennonitenkirche) in Altona, een stadsdeel van Hamburg, is de kerk van de sinds 1601 bestaande mennonitische gemeenschap van Altona en Hamburg. Het huidige neobarokke kerkgebouw werd in 1915 in gebruik genomen. Naast een eigen kerk bezit de gemeente ook een eigen kerkhof.

## Geschiedenis
De eerste mennonieten vluchtten in 1575 uit de zuidelijke Nederlanden naar Hamburg en Altona. Van graaf Ernst van Schaumburg en Holstein-Pinneberg mochten de geloofsvluchtelingen in het destijds tot Holstein-Pinneberg behorende Altona een gemeente stichten. In de glorietijd van de gemeente in de 17e en 18e eeuw behoorden veel kooplieden, reders (walvisvaarders), ondernemers en ambachtslieden tot de mennonitische gemeenschap. Vanaf 1660 was de bekende Hamburger koopman Gerrit Roosen de voorganger van de mennonieten in Altona.
In de eerste jaren kwam de gemeente bijeen in particulieren woningen. Pas in 1675 lieten de mennonitische walvisvaarders een houten kerk bouwen van de Große Freiheit. De Große Freiheit ontleent zijn naam aan de vrijheid van religie en ambachten, die de geloofsgemeenschappen en gildevrije ambachtslieden destijds in Altona genoten. Tijdens de Grote Noordse Oorlog ging de houten kerk samen met grote delen van de stad Altona door brand ten onder, maar al snel werd op dezelfde plek een nieuwe stenen kerk gebouwd, die tot 1915 dienstdeed. Naast het kerkgebouw verrezen in 1772 en 1850 een parochiehuis en pastorie. Toen de buurt rond de Große Freiheit zich steeds nadrukkelijker begon te ontwikkelen als een amusementswijk, ontstonden de eerste plannen bij de gemeente om te vertrekken naar een andere plek. In 1915 werd ten slotte de nieuwe kerk aan de Mennonitenstraße in Altona-Noord in gebruik genomen, die tot de dag van vandaag als kerk van de gemeente dient. De gebouwen aan de Große Freiheit werden aan de gemeente verkocht. In de Tweede Wereldoorlog werd het oude kerkgebouw aan de Große Freiheit door oorlogsgeweld volledig verwoest. De overige oude mennonitische gebouwen bestaan echter nog altijd en vallen tegenwoordig onder monumentenzorg.
Tussen 1640 en 1648 werden er bij de mennonieten hevige discussies gevoerd over de wijze waarop gedoopt moest worden. Dit leidde in 1648 ten slotte tot de afsplitsing van de dompelaars, het deel dat voorstander was van algehele onderdompeling. Tijdelijk bezaten de dompelaars ook een eigen kerk en hun bekendste voorganger was Jakob Denner. Na zijn dood in 1746 werd de groep weer ontbonden en voegden veel dompelaars zich weer bij de grotere gemeente. Tot 1795 bleef de gemeente als voertaal in de kerk het Nederlands bezigen.
In de 19e eeuw daalde het aantal leden, met name door de overstap naar de lutherse kerk. In 1941 telde  de gemeente nog 338 leden, maar na 1945 nam het aantal weer toe tot meer dan 1000 zielen dankzij de toestroom van de verdrevenen uit Oost- en West-Pruisen. Door verhuizing, migratie en verlies aan de lutherse kerk daalde het aantal doopleden later weer.

## Kerkgebouw
De huidige kerk werd in 1915 voltooid en heet een neobarok aanzien. Het gebouw bestaat uit een ruimte voor de eredienst met een voorhal en een pastorie. Het eveneens in 1915 voltooide parochiehuis en een kosterswoning werden later verkocht. Net als bij andere calvinistische stromingen neemt de kansel in de kerk de centrale plaats in. Voor de kansel staat de avondmaalstafel. De nieuwe kerk werd in vele opzichten gebouwd als de vroegere kerk aan de Große Freiheit.

## Bibliotheek
Sinds 1770 bezit de gemeente een eigen bibliotheek, die ontstond uit een nalatenschap van de voorganger Hendrik Teunis de Jager. In de loop der tijd groeide de bibliotheek dankzij schenkingen en aankopen. Tegenwoordig bestaat de bibliotheek uit circa 5000 werken. De mennonitische geschiedenis en theologie vormen het thematische accent van de collectie. De oudere boeken zijn voor het grootste deel nog in het Nederlands geschreven. In 1890 verscheen er voor het eerst een gedrukte catalogus van de bibliotheek. Tijdens de Tweede Wereldoorlog werd de bibliotheek veiligheidshalve elders opgeslagen. Een speciale werkgroep van de kerkelijke gemeente draagt tegenwoordig zorg voor de bibliotheek.